# Lindsey Wixson
Lindsey Wixson, née le 11 avril 1994 à Wichita, au Kansas, est un mannequin américain.

## Biographie
En 2009, alors que plusieurs agences où elle se présente refusent de lui faire signer un contrat, Marilyn Agency accepte. Le site web Models.com (it) lui consacre alors un article, à la suite de quoi Steven Meisel la remarque et la photographie pour Vogue Italia. Elle commence ensuite à défiler lors des semaines des défilés de la saison printemps/été 2010 : elle ouvre le défilé de Prada à Milan et ferme celui de Miu Miu à Paris.
La même année, elle pose en couverture de i-D. Une photographie de sa bouche et ses dents du bonheur, qui sont considérées comme ses deux points particuliers, est publiée dans W. Life la photographie lors de la Fashion Week de New York. Les photos non publiées dans le magazine sont ensuite présentées lors d'une exposition, I Remain, You Desire. Elle fait la publicité de Miu Miu, photographiée par Mert and Marcus, Barney's, Galliano et le parfum Vanitas de Versace.
En 2011, elle pose pour les marques Chanel, Mulberry (en), Marc Jacobs, Jill Stuart, Alexander McQueen et Versace pour H&M,. Elle apparaît dans Vogue pour la première fois, aux côtés de Coco Rocha. Elle fait la couverture de Oyster (en). La chaîne de télévision américaine CNN la suit lors de son bal de promo où elle porte une robe créée spécialement pour elle par Jason Wu. Elle commence à défiler pour Rodarte, Jean Paul Gaultier et Zac Posen mais ne peut continuer à cause d'une réaction allergique au maquillage du défilé de Viktor & Rolf. Elle participe cependant au défilé caritatif de Naomi Campbell. Elle est le premier jour du calendrier de l'avent en ligne du magazine LOVE (en) où elle danse sur Jingle Bells.
En 2012, elle porte la robe de mariée lors du défilé d'automne de Chanel. Elle fait la publicité de Mulberry.
En 2013, elle crée une collection pour H&M, The New Icons avec Daphne Groeneveld, Joan Smalls et Liu Wen,. Elle joue dans le court métrage de Karl Lagerfeld, Once Upon a Time, aux côtés de Keira Knightley, Baptiste Giabiconi, Stella Tennant et Clotilde Hesme.
En août 2014, elle apparaît dans le classement annuel des mannequins les mieux payés au monde du magazine Forbes. Ses revenus sont estimés à environ 3 millions de dollars entre juin 2013 et juin 2014.